# セレナ・ローズ
セレナ・ローズ（Selena Rose, 1990年8月7日 - ）は、アメリカ合衆国のポルノ女優。ネバダ州ラスベガス出身。

## 経歴
キューバのルーツを持つ。自身もアメリカ合衆国とキューバ共和国の国籍を保有。
ネバダ州ラスベガスに生まれる。フロリダ州マイアミに育つ。映画のキャリアを開始する前は、保険会社やフーターズで働く。
2009年(19歳)、成人映画業界で働き始める。
2010年、制作会社"Playground"と最初の契約に署名。
2012年、AVN_AwardsのBest Group Sex Scene(最優秀グループSEXシーン)にノミネートされる("Top Guns"の出演に対し)。また、Best New Starlet(最優秀新人賞)にもノミネートされる。
2014年、XBIZ賞のBest Scene -Feature Movie(長編映画最優秀シーン)を受賞。
Internet Adult Film Databaseで確認できるだけで119本の作品に出演している。

## ギャラリー

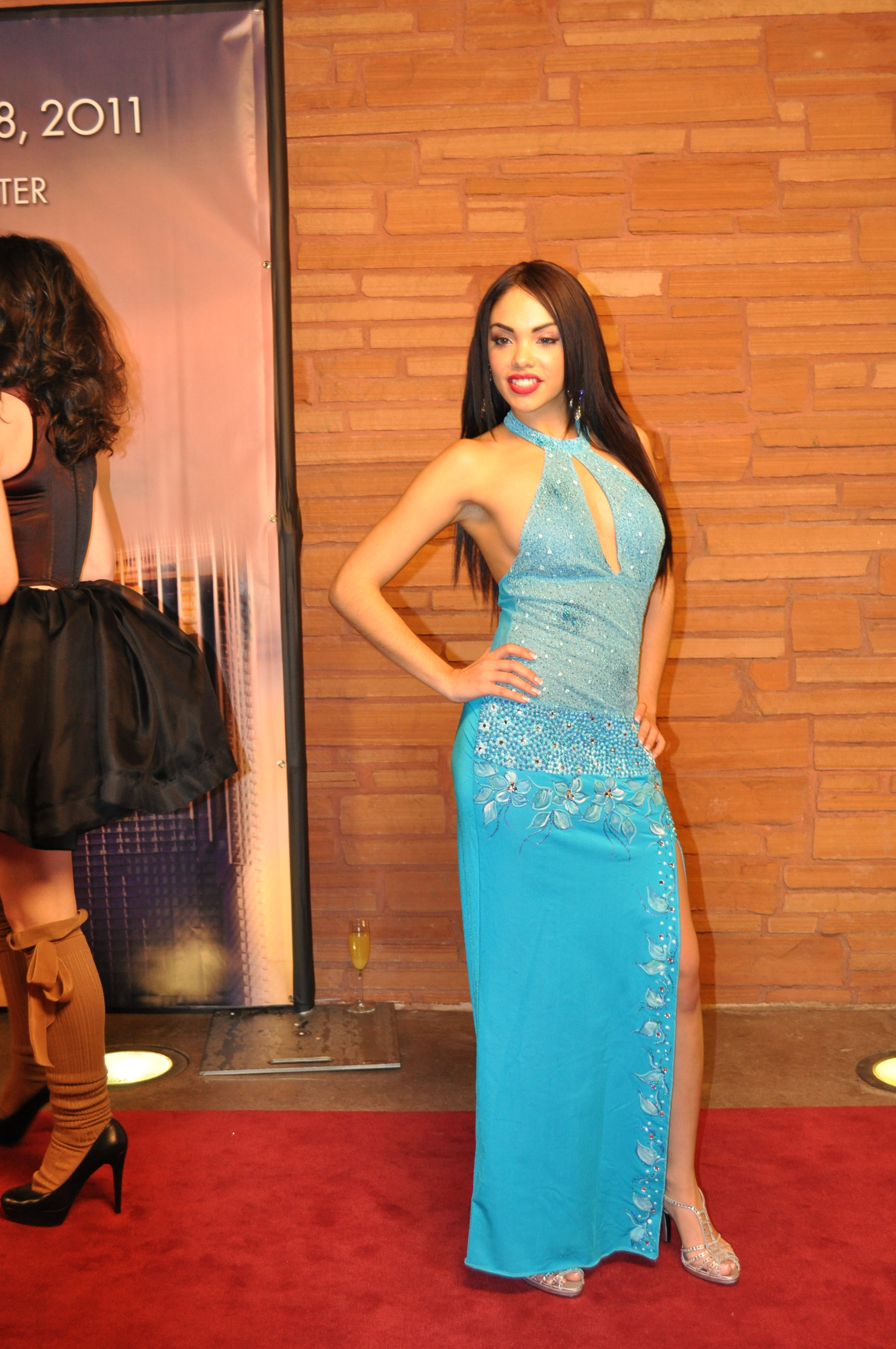
2011年のAVNアワード
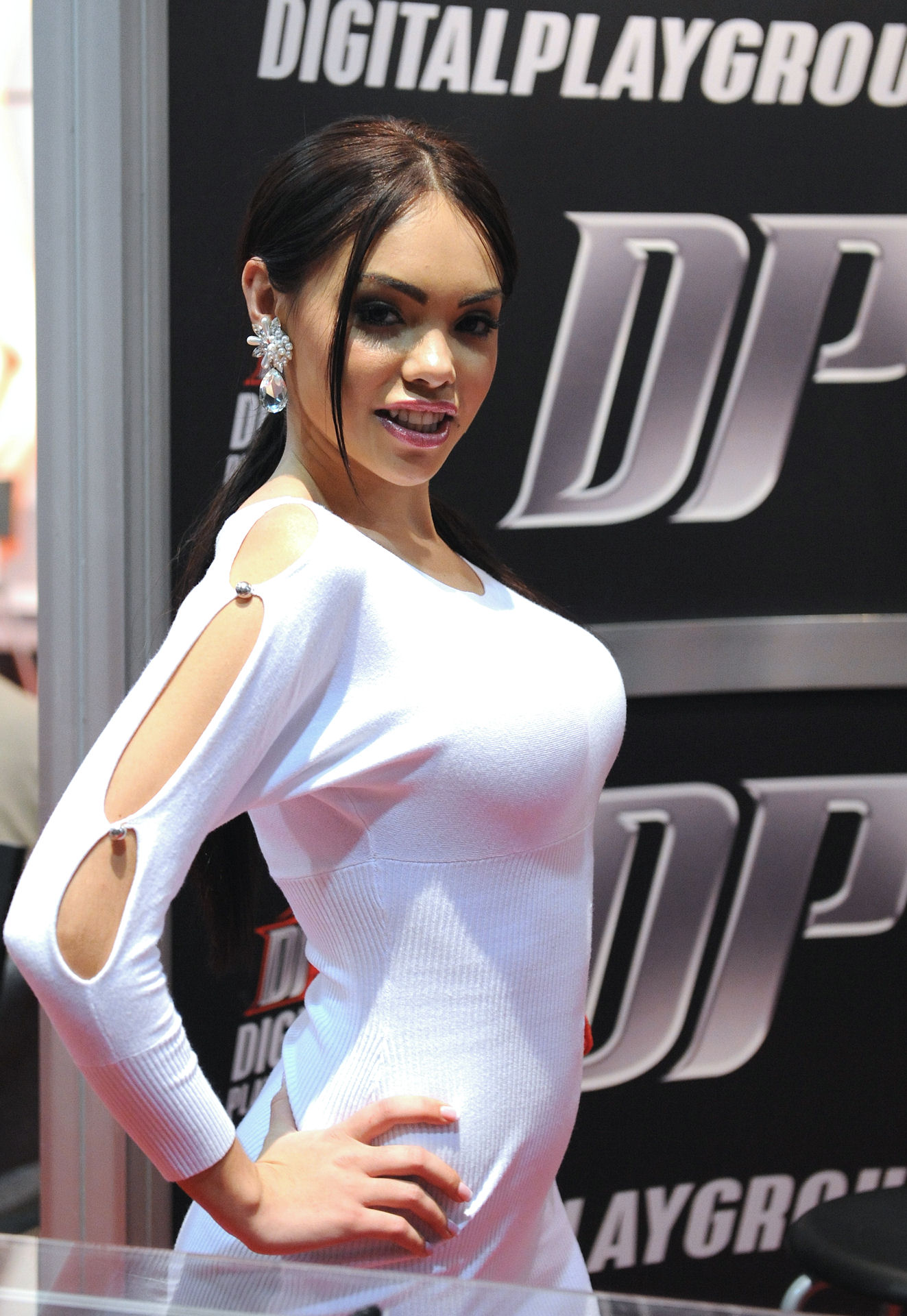
2011年のAVNエキスポ